# بادل (آلمان)
بادل (به آلمانی: Badel) یک منطقهٔ مسکونی در آلمان است که در کالبه (میلده) واقع شده‌است. بادل ۴۲۷ نفر جمعیت دارد.